# Campionati mondiali di judo 2009
I Campionati Mondiali di judo 2009 si sono svolti nell'arena Ahoy di Rotterdam (Paesi Bassi) dal 26 al 30 agosto 2009, è stata la sesta tappa dell'IJF World Tour 2009 e la prima edizione dei Campionati mondiali di judo facente parte del circuito IJF World Tour.

## Risultati
Tutti i medagliati del torneo.
| Categorie donne | Oro              | Argento                | Bronzo                              |
| --------------- | ---------------- | ---------------------- | ----------------------------------- |
| - 48 kg         | Tomoko Fukumi    | Oiana Blanco           | Chung Jung-Yeon Frédérique Jossinet |
| - 52 kg         | Misato Nakamura  | Yanet Bermoy           | Ana Carrascosa Romy Tarangul        |
| - 57 kg         | Morgane Ribout   | Telma Monteiro         | Kifayat Gasimova Hedvig Karakas     |
| - 63 kg         | Yoshie Ueno      | Elisabeth Willeboordse | Claudia Malzahn Alice Schlesinger   |
| - 70 kg         | Yuri Alvear      | Anett Mészáros         | Mina Watanabe Houda Miled           |
| - 78 kg         | Marhinde Verkerk | Maryna Pryščepa        | Heide Wollert Yi Sun                |
| + 78 kg         | Tong Wen         | Karina Bryant          | Idalys Ortiz Maki Tsukada           |

| Categorie uomini | Oro                         | Argento           | Bronzo                              |
| ---------------- | --------------------------- | ----------------- | ----------------------------------- |
| - 60 kg          | Heorhij Zantaraja           | Hiroaki Hiraoka   | Hovhannes Davtyan Elio Verde        |
| - 66 kg          | Khashbaataryn Tsagaanbaatar | Sugoi Uriarte     | Miklós Ungvari An Jeong-Hwan        |
| - 73 kg          | Wang Ki-Chun                | Kim Chol-Su       | Dirk Van Tichelt Mansur Isaev       |
| - 81 kg          | Ivan Nifontov               | Sjarhej Šundzikaŭ | Ole Bischof Kim Jae-Bum             |
| - 90 kg          | Lee Kyu-Won                 | Kirill Denisov    | Hesham Mesbah Dilshod Choriev       |
| - 100 kg         | Maxim Rakov                 | Henk Grol         | Ramadan Darwish Takamasa Anai       |
| + 100 kg         | Teddy Riner                 | Óscar Braison     | Abdullo Tangriev Marius Paškevičius |

## Medagliere
| Nr.                          | Nazione                      | Oro | Argento | Bronzo | Totale |
| ---------------------------- | ---------------------------- | --- | ------- | ------ | ------ |
| 1                            | Giappone                     | 3   | 1       | 3      | 7      |
| 2                            | Corea del Sud                | 2   | 0       | 3      | 5      |
| 3                            | Francia                      | 2   | 0       | 1      | 3      |
| 4                            | Paesi Bassi                  | 1   | 2       | 0      | 3      |
| 5                            | Russia                       | 1   | 1       | 1      | 3      |
| 6                            | Ucraina                      | 1   | 1       | 0      | 2      |
| 7                            | Cina                         | 1   | 0       | 1      | 2      |
| 8                            | Colombia                     | 1   | 0       | 0      | 1      |
| 8                            | Kazakistan                   | 1   | 0       | 0      | 1      |
| 8                            | Mongolia                     | 1   | 0       | 0      | 1      |
| 9                            | Cuba                         | 0   | 2       | 1      | 3      |
| 9                            | Spagna                       | 0   | 2       | 1      | 3      |
| 10                           | Ungheria                     | 0   | 1       | 2      | 3      |
| 11                           | Bielorussia                  | 0   | 1       | 0      | 1      |
| 11                           | Corea del Nord               | 0   | 1       | 0      | 1      |
| 11                           | Portogallo                   | 0   | 1       | 0      | 1      |
| 11                           | Regno Unito                  | 0   | 1       | 0      | 1      |
| 12                           | Germania                     | 0   | 0       | 4      | 4      |
| 13                           | Egitto                       | 0   | 0       | 2      | 2      |
| 13                           | Uzbekistan                   | 0   | 0       | 2      | 2      |
| 14                           | Armenia                      | 0   | 0       | 1      | 1      |
| 14                           | Azerbaigian                  | 0   | 0       | 1      | 1      |
| 14                           | Belgio                       | 0   | 0       | 1      | 1      |
| 14                           | Italia                       | 0   | 0       | 1      | 1      |
| 14                           | Israele                      | 0   | 0       | 1      | 1      |
| 14                           | Lituania                     | 0   | 0       | 1      | 1      |
| 14                           | Tunisia                      | 0   | 0       | 1      | 1      |
| Totale 27 nazioni medagliate | Totale 27 nazioni medagliate | 14  | 14      | 28     | 56     |

Fonte

## Statistiche

### Statistiche sui partecipanti
|     | Continenti rappresentati | Nazioni rappresentate | Judoka presenti |
| --- | ------------------------ | --------------------- | --------------- |
| Nr. | 6                        | 97                    | 538             |

|              | EJU | JUA | AJU | PJU | OJU |
| ------------ | --- | --- | --- | --- | --- |
| Nazionali    | 44  | 16  | 12  | 20  | 4   |
| Partecipanti | 267 | 121 | 37  | 95  | 14  |

| Categoria | -48 kg | -52 kg | -57 kg | -63 kg | -70 kg | -78 kg | +78 kg |
| --------- | ------ | ------ | ------ | ------ | ------ | ------ | ------ |
| Nr.       | 31     | 34     | 38     | 30     | 27     | 24     | 24     |

| Categoria | -80 kg | -66 kg | -73 kg | -81 kg | -90 kg | -100 kg | +100 kg |
| --------- | ------ | ------ | ------ | ------ | ------ | ------- | ------- |
| Nr.       | 40     | 45     | 62     | 54     | 45     | 43      | 35      |

### Statistiche sull'età dei partecipanti
L'età media dei partecipanti che hanno ottenuto una medaglia è di 24.4 anni.
| Misato Nakamura | 20 anni e 121 giorni |
| Teddy Riner     | 20 anni e 145 giorni |
| Lee Wyu-Won     | 20 anni e 196 giorni |

Fonte
| Wen Tong                  | 26 anni e 210 giorni |
| Yoshie Ueno               | 26 anni e 58 giorni  |
| Tsagaanbaatar Khashbaatar | 25 anni e 160 giorni |